# Comaloforno
Le Comaloforno, ou Coma Lo Forno, est un sommet des Pyrénées espagnol. C'est le point culminant du massif du Besiberri avec 3 028 ou 3 029 mètres.
Les Catalans le considèrent souvent comme le point culminant de leur « pays », la pique d'Estats (3 143 m) étant vue comme un sommet « frontalier ».[citation nécessaire]

## Géographie
Il est situé dans la comarque catalane de l'Alta Ribagorça, à la limite nord-ouest du parc national d'Aigüestortes et lac Saint-Maurice.

### Climat
Le climat est de type montagnard atlantique. Parmi les 28 balises Nivôse de Météo-France, une se trouve en Haute-Garonne, installée près du refuge du Maupas à 2 430 m, assez proche[précision nécessaire] du Comaloforno.

## Histoire
La première ascension du Comaloforno a été réalisée en 1882 par Henri Brulle, Jean Bazillac et le guide Célestin Passet.

## Ascension

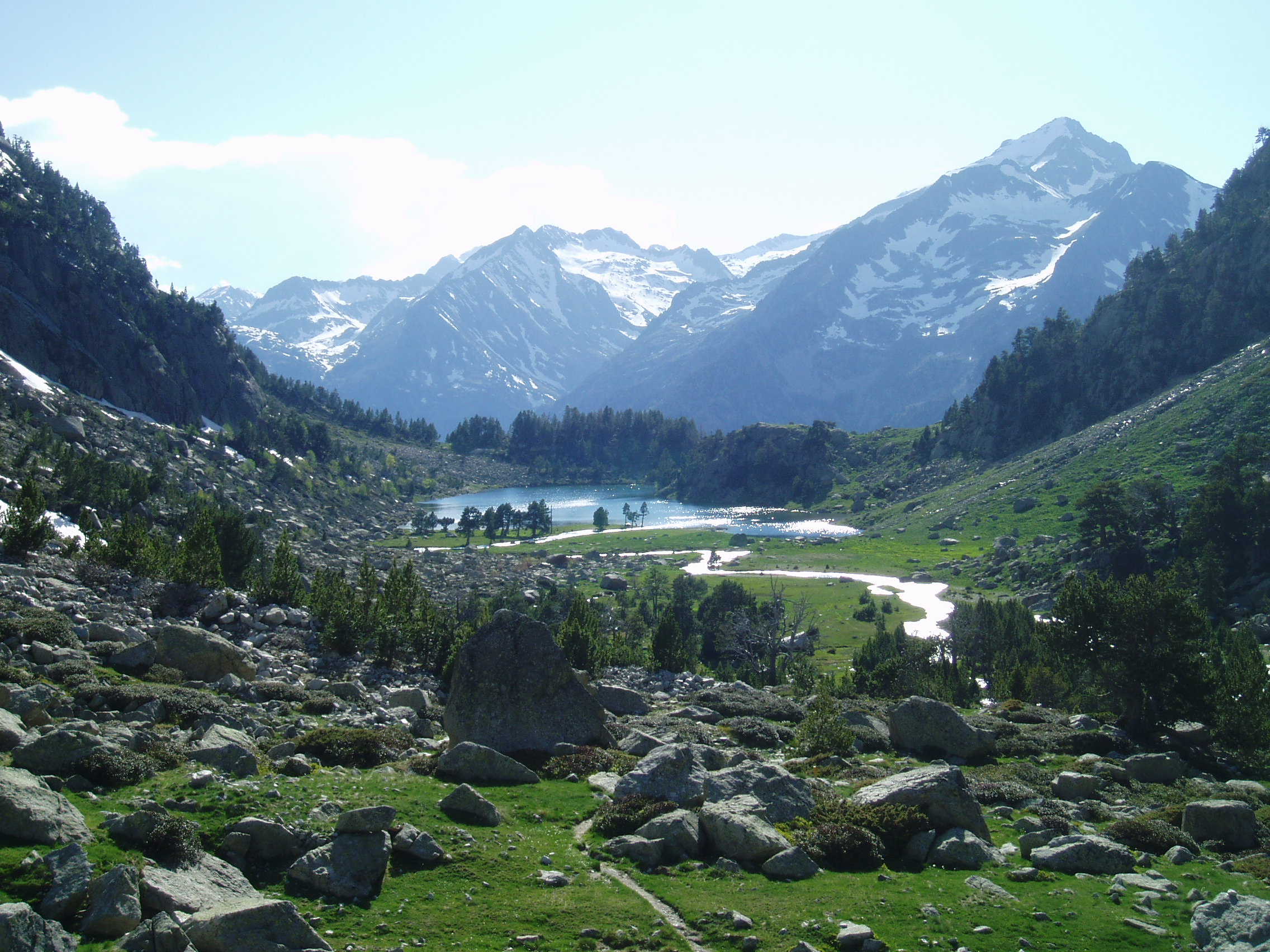
Vue de l'Estanyet de Besiberri à 2000 mètres d'altitude.

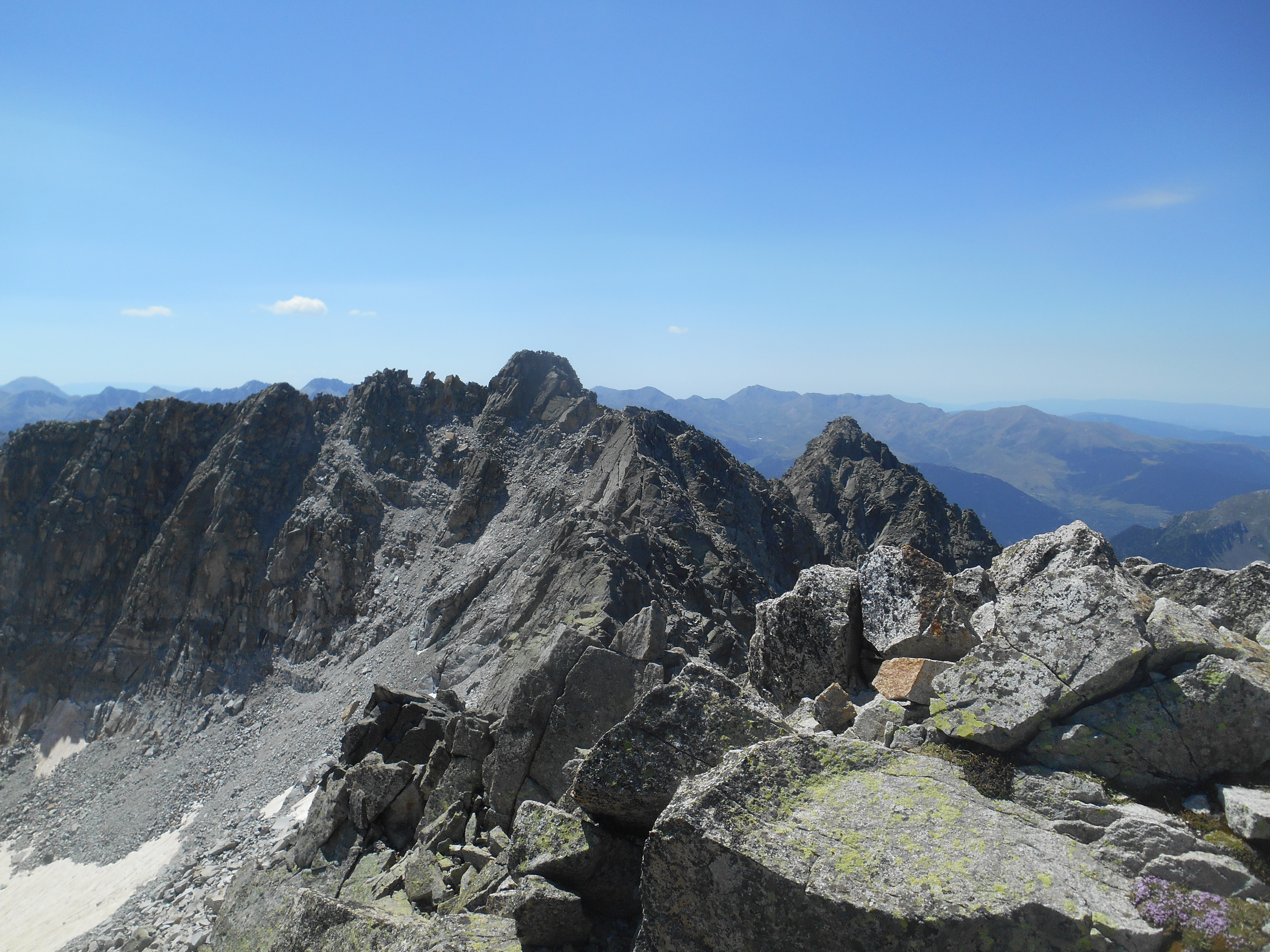
Pic de Comaloforno depuis le pic de Besiberri.

Les montagnards y accèdent généralement depuis le barrage de Cavallers (au-dessus de Caldes de Boi), le barranc de Riumalo et la crête orientale (descriptions par L. Alejos).
Un autre itinéraire, venant du Vall de Besiberri et du refuge de l'Estanyet de Besiberri (1 980 mètres), permet d'atteindre le Besiberri Sud, puis le Comaloforno par la crête.